# Knautia dinarica
L'ambretta della Sila (Knautia dinarica (Murb.) Borbás, 1894) è una pianta erbacea perenne appartenente alla famiglia delle Caprifoliacee.

## Distribuzione e habitat
La specie ha un areale europeo sud-orientale (Albania, Bulgaria, Italia ed ex-Jugoslavia).
Vive ad un'altitudine tra i 700 e i 1500 m s.l.m.

## Tassonomia
Ne sono note due sottospecie:
- Knautia dinarica subsp. dinarica (Murb.) Borbás, con areale Balcanico
- Knautia dinarica subsp. silana (Grande) Ehrend., endemica della Sila[3]